# Hyundai
Hyundai [çʌnˈd̥ɛ] ist ein Namensbestandteil verschiedener südkoreanischer Unternehmen. Sie wurden meistens als Tochterunternehmen der 1947 gegründeten Hyundai Group gegründet.
In Europa wird mit Hyundai meistens die Hyundai Motor Company bezeichnet.
- Hyundai Group (inkl. dem Aufzughersteller Hyundai Elevator und Hyundai Merchant Marine, einer der weltgrößten Reedereien)
- Hyundai Motor Group (bekannte Tochterfirmen sind die Hyundai Motor Company und Kia Motors)
- Hyundai Department Store Group
- HDC Group
- Hyundai Heavy Industries Group (inkl. Hyundai Heavy Industries, der größten Werft der Welt)

Weitere Hyundai-Gesellschaften heißen:
- Hyundai IT Corporation, Monitorhersteller